# Yann Arthus-Bertrand
Yann Arthus-Bertrand (Paris, 13 de março de 1946) é um fotógrafo, jornalista, repórter e ambientalista francês. Ele nasceu de uma família de renomados joalheiros, fundada por Claude Arthus-Bertrand e Michel-Ange Marion. Sua irmã Catherine é um de seus colaboradores mais próximos. Ele se interessou pela natureza e pela vida selvagem ainda na infância.
Originalmente sua especialidade era a fotografia de animais, mas logo a fotografia aérea mudou seu rumo; fez fotografias ao redor do mundo. Publicou mais de 60 livros com suas fotografias feitas em helicópteros e balões. Seu trabalho foi publicado várias vezes na Revista National Geographic e exibido em diversos países. 
Arthus-Bertrand é um membro da "Académie des Beaux-Arts de l'Institut de France".
Uma de suas fotos mais conhecidas é a de um manguezal com forma de coração na Nova Caledônia, que foi utilizada como capa para seus livros The Earth from the air e The Earth from above.
Em 5 de junho de 2009 estreou um filme chamado Home, com uma coleção de fotos totalmente impressionantes.

## Prêmios
- Legião de Honra